# Sharpless 2-140
Sharpless 2-140 – obszar H II (również mgławica emisyjna) znajdujący się w konstelacji Cefeusza. Znajduje się w odległości około 3000 lat świetlnych od Ziemi.
W obszarze tym powstają trzy młode, masywne gwiazdy. Ich obecność została zauważona na zdjęciach wykonanych w podczerwieni przez Kosmiczny Teleskop Spitzera. Na zdjęciach wykonywanych w świetle widzialnym gwiazdy te są zasłonięte przez swoje pyłowe otoczenie. Łukowate struktury Sharpless 2-140, wyrzeźbione przez wiatr i promieniowanie gorących gwiazd znajdujących się w tym obszarze, mają rozmiary dziesiątek lat świetlnych. Zawierają one zdumiewająco złożone cząsteczki, wielopierścieniowe węglowodory aromatyczne świecące w podczerwieni. Sharpless 2-140 jest wyjątkowo szczegółowym zapisem kosmicznych objawów formowania się nowych gwiazd widocznych w podczerwieni.